# Jesca Hoop
Jesca Hoop (* 21. dubna 1975) je americká zpěvačka a kytaristka. Narodila se do mormonské rodiny, ale poté, co se její rodiče rozvedli, se přestala náboženství věnovat. Již od dětství se věnovala zpěvu. Narodila se ve městě Santa Rosa, později se přestěhovala do Los Angeles. Zde začala pracovat jako chůva dětí hudebníka Toma Waitse, který jí pomohl v počátcích její hudební kariéry. Tom Waits její hudbu popsal jako „plavání v nočním jezeře“. Své první album nazvané Kismet vydala v roce 2007. Později vydala několik dalších alb; v písni „Murder of Birds“ z alba Undress (2014) s ní zpíval Guy Garvey, frontman anglické skupiny Elbow. Roku 2016 vydala kolaborativní album Love Letter for Fire s hudebníkem Samem Beamem.

## Diskografie
Studiová alba
- Kismet (2007)
- Hunting My Dress (2009)
- The House That Jack Built (2012)
- Undress (2014)
- Memories Are Now (2017)

EP
- Kismet Acoustic (2008)
- Snowglobe (2011)

Ostatní alba
- Silverscreen Demos (2004)
- The Complete Kismet Acoustic (2013)